# União das Freguesias de Souto e Tabaçô
Die União das Freguesias de Souto e Tabaçô ist eine portugiesische Gemeinde (Freguesia) im Kreis (Concelho) Arcos de Valdevez im Nordwesten Portugals.

## Geschichte
Die Gemeinde entstand im Zuge der Gebietsreform vom 29. September 2013 durch die Zusammenlegung der ehemaligen Gemeinden Souto und Tabaçô. Souto wurde Sitz der neuen Verwaltung.

## Demographie
| Freguesia | Freguesia      | Freguesia | Freguesia       | ehemalige Freguesias | ehemalige Freguesias | ehemalige Freguesias | ehemalige Freguesias |
| --------- | -------------- | --------- | --------------- | -------------------- | -------------------- | -------------------- | -------------------- |
| Wappen    | Freguesia      | Einwohner | Fläche in (km²) | Wappen               | Freguesia            | Einwohner            | Fläche in (km²)      |
|           | Souto e Tabaçô | 913       | 5,01            |                      | Souto                | 622                  | 4,11                 |
|           | Souto e Tabaçô | 913       | 5,01            | Tabaçô               | 355                  | 0,9                  |                      |